# Корню (кантон)
Корню́ (фр. Cornus) — кантон во Франции, находится в регионе Юг — Пиренеи, департамент Аверон. Входит в состав округа Мийо.
Код INSEE кантона — 1209. Всего в кантон Корню входят 9 коммун, из них главной коммуной является Корню.

## Коммуны кантона
| Коммуна              | Население, чел. (1999) | Почтовый индекс | Код INSEE |
| -------------------- | ---------------------- | --------------- | --------- |
| Вьяла-дю-Па-де-Жо    | 74                     | 12250           | 12295     |
| Корню                | 364                    | 12540           | 12077     |
| Лапануз-де-Сернон    | 99                     | 12230           | 12122     |
| Ле-Клапье            | 65                     | 12540           | 12067     |
| Марньяг-э-Латур      | 132                    | 12540           | 12139     |
| Сен-Болиз            | 95                     | 12540           | 12212     |
| Сен-Жан-э-Сен-Поль   | 218                    | 12250           | 12232     |
| Сент-Элали-де-Сернон | 221                    | 12230           | 12220     |
| Фондамант            | 303                    | 12540           | 12155     |

## Население
Население кантона на 1999 год составляло 1 571 человек.
| 1962  | 1968  | 1975  | 1982  | 1990  | 1999  | 2006 | 2007 |
| ----- | ----- | ----- | ----- | ----- | ----- | ---- | ---- |
| 1 774 | 2 010 | 1 879 | 1 726 | 1 539 | 1 571 | —    | —    |